# دانشگاه ریکیئو
دانشگاه ریکیئو (انگلیسی: Rikkyo University) که با نام دانشگاه سنت پائول نیز شناخته می‌شود، یک دانشگاه خصوصی واقع در ایکه‌بوکورو، توکیو، ژاپن است.
ریکیئو یکی از شش دانشگاه پیشرو در توکیو (شش بزرگ: دانشگاه ریکیئو، دانشگاه توکیو، دانشگاه کیئو، دانشگاه واسدا، دانشگاه میجی، و دانشگاه هوسی) است.